# 八雲小姐想要餵食。
《八雲小姐想要餵食。》（日语：八雲さんは餌づけがしたい。）是日本漫畫家里見U創作的日本漫畫作品。雖然是從史克威爾艾尼克斯《YOUNG GANGAN》2015年18號開始連載到20號的連3號短篇作品，但之後從同誌2016年6號開始變更一部分設定後繼續連載，2021年3月19日。直到2019年3月時，累計銷售數到達100萬本單行。漫畫在2021年正式完結，單行本全套共11冊。
2017年，本作和《約定的夢幻島》、《古見同學是溝通魯蛇。》、《魔法帽的工作室》、《我的少年》獲頒宮脇書店主辦的「Miyawaki Comic Award（ミヤコミ）」獎項。

## 故事大綱
獨居寡婦八雲柊子某日因為做了太多料理，於是想將多出來的部分分給公寓隔壁的鄰居。住在隔壁的少年大和翔平一口氣就將八雲的料理全部吃完。看到大和這樣驚人的食量，獨居的八雲想要用自己的料理來照顧他，於是就招待他來自己的家裡吃晚餐。二人的關係也因此逐漸加深。

## 登場人物

### 主要人物
八雲柊子（やくも しゅうこ）
声 - 久川綾（TVCM）
女主角，獨居在公寓的28歲寡婦。舊姓為綾瀬（あやせ）。
是名戴著眼鏡且貞淑的大和撫子。身材好又是名巨乳。興趣是讀書。學生就參加叫做文学部的文學系。不擅長運動，所以不懂棒球。但和大和往來後，也開始學習棒球規則。喜歡照顧人又擅長全部的家事，還最喜歡用料理照顧人（通稱「餵食」）。以前是用料理照顧已過世的老公，在老公過世後搬進公寓生活，現在則改為照顧鄰居少年‧大和。
隨著劇情推進與大和拉近距離，故事後期由於積蓄用罄開始在便當店兼差賺取收入，在大和三年級時雖捨不得大和搬出公寓，仍希望大和能夠專注在嚮往的棒球領域發展，感謝他的陪伴。大和搬進學校宿舍後，由於兼差的便當店宣布收店，開始思考下一份工作，在曾經與大和共同欣賞的櫻花樹下和對方重逢，獲知大和真心在乎她的想法忍不住落淚。
故事尾聲時仍住在同樣的公寓套房，在大和從集訓營地抽空拜訪時與包含大和在內的人們相聚。
大和翔平（やまと しょうへい）
男主角，故事開始時為桐聖學院高中一年級生。
不太會展現自己的感情。經常都是面無表情，所以在學校有看似有點蠻不在乎事情。目前正是食慾旺盛的年紀，是能夠吃完8碗白飯的大食客。喜歡的菜色是肉類料理。小學時開始接觸棒球，中學時隸屬日本少年棒球聯盟的隊伍，還因此入選U-15代表成員的天才。高中以特待生資格入隊，並很快成為先發選手。守備位置直到中學前都擔任中堅手，高中時則轉為遊撃手。因為受到教練的高度期待，讓他因此獲得比其他人更嚴格一倍的訓練。
由於是越區入學，本來決定要入住學校宿舍，但因為太晚決定入學而只能獨居在外面公寓。起先對於戀愛沒有太大興趣，雖然對於八雲有意思，但經常不自覺為她感到心動，拜八雲的料理所賜令身體更為健壯。在高中三年級時雖然不捨八雲，仍在八雲勉勵下搬進學校宿舍專注精進棒球技巧，在搬出公寓前和八雲共進離別前的最後一餐。後來在曾經與八雲共同欣賞的櫻花樹下和對方重逢，表明希望不再讓八雲孤單和發誓在甲子園大展身手。
高中畢業後正式成為東京養樂多燕子隊的明星強擊手，從集訓營地抽空拜訪八雲居住的公寓，和八雲及其他人們相聚。
西原瑠衣（にしはら ルイ）
本作的女配角。大和的青梅竹馬。
是一名狂熱的棒球迷，夢想是成功栽培大和成為職棒選手後與他結婚。對於原本只想進入當地高中的大和，在他的強烈勸說下才讓大和因此決定改進入現在的學校。好幾次向大和告白，卻被他以棒球優先而拒絕。經常會有失控情節的妄想。貧乳而且不擅長料理。將八雲視為自己的情敵。

### 桐聖学院（とうせいがくいん）
永井律子（ながい りつこ）
與ルイ同班的朋友兼吐槽役。對於棒球完全沒有興趣。
前田宏太（まえだ こうた）
大和的同學，也是棒球隊隊員。在棒球隊隸屬3軍。體格嬌小。與律子是青梅竹馬。
川井大悟（かわい だいご）
大和的同學，也是棒球隊隊員。與宏太一樣，在棒球隊隸屬3軍。長的高而且留著平頭。比大和還有宏太更喜歡女人。

### 親族
八雲教授（暫稱）
柊子已經過世的老公。名字不明。是柊子就讀大學的教授，由於被柊子看到他總是吃得很簡單，因此親自幫他做便當而開始交往。
大和櫻（やまと さくら）
翔平的妹妹，小學4年級生。有著與他年紀完全不同的成熟個性。很崇拜成年的女性，因此初次見到八雲後就很仰慕她。
大和京香 (やまと　きょうか)
翔平的母親。對於經常作菜給食欲旺盛的翔平的八雲，多次送禮物給她表示感謝。
西原蘭（にしはら ラン）
瑠衣的姐姐。與大和兄妹的關係很好。原本是大學生，之後成為社會人。

### 其他人
伊南川由梨（いながわ ゆり）
八雲的朋友。是漫畫雜誌的編輯。有3個哥哥。
從中學時就是八雲的好友，並且上同一個大學。擅長運動，學生時是田徑部的隊長。個性粗枝大葉並且愛喝酒。

## 出版書籍
| 卷數 | 史克威爾艾尼克斯 | 史克威爾艾尼克斯       | 東立出版社     | 東立出版社             |
| 卷數 | 發售日期         | ISBN                   | 發售日期       | ISBN                   |
| ---- | ---------------- | ---------------------- | -------------- | ---------------------- |
| 1    | 2016年9月24日    | ISBN 978-4-7575-5110-7 | 2018年7月9日   | ISBN 978-957-26-1203-3 |
| 2    | 2016年11月25日   | ISBN 978-4-7575-5164-0 | 2018年8月8日   | ISBN 978-957-26-1204-0 |
| 3    | 2017年4月25日    | ISBN 978-4-7575-5334-7 | 2018年10月12日 | ISBN 978-957-26-1205-7 |
| 4    | 2017年10月25日   | ISBN 978-4-7575-5509-9 | 2019年10月3日  | ISBN 978-957-26-1206-4 |
| 5    | 2018年3月24日    | ISBN 978-4-7575-5672-0 |                |                        |
| 6    | 2018年10月25日   | ISBN 978-4-7575-5892-2 |                |                        |
| 7    | 2019年3月25日    | ISBN 978-4-7575-6028-4 |                |                        |
| 8    | 2019年9月25日    | ISBN 978-4-7575-6315-5 |                |                        |
| 9    | 2020年3月25日    | ISBN 978-4-7575-6575-3 |                |                        |

## 備註
1. ↑  . 宮脇書店. 2017-07-16  [2017-07-16]. （原始内容存档于2017-07-16） （日语）.
2. ↑  .   [2019-11-06]. （原始内容存档于2021-02-02）.

## 外部連結
- 八雲小姐想要餵食。 | 作品紹介 | YOUNG GANGAN YOUNG GANGAN OFFICIALSITE （页面存档备份，存于）